# Jan Borkowski (historyk)
Jan Borkowski (ur. 26 czerwca 1925 w Divion, zm. 12 października 2019) – polski historyk dziejów najnowszych, badacz dziejów ruchu ludowego.

## Życiorys
Urodził się we Francji, pracował tam jako górnik od roku 1939. Od 1940 roku związany z ruchem komunistycznym (więziony 1942–1943). W 1946 przyjechał do Polski. Od 1946 asystent w Szkole Partyjnej w Szczecinie. W latach 1947–1948 zatrudniony w Wojewódzkim Urzędzie Bezpieczeństwa Publicznego w Szczecinie. Od 1952 roku pracownik Instytucie Kształcenia Kadr Naukowych / Instytucie Nauk Społecznych przy KC PZPR. Ukończył historię na UW w 1958, doktorat (Rola i działalność mikołajczykowskiego Polskiego Stronnictwa Ludowego (1945–1947) w 1959 pod kierunkiem Leona Grosfelda w Instytucie Nauk Społecznych przy KC PZPR. W latach 1958–1959 zatrudniony w Biurze Historycznym Wojska Polskiego, 1959–1962 w Wyższej Szkole Nauk Społecznych przy KC PZPR. Od 1962 pracownik w Instytucie Historii PAN, habilitacja – 1967, docent – 1969, profesor nadzwyczajny w 1981. Od 1992 na emeryturze.
Był konsultantem filmu "Zamach Stanu" w reżyserii – Ryszarda Filipskiego i scenariusza – Ryszarda Gontarza.

## Nagrody
- Nagroda im. Ludwika Waryńskiego (1988) za syntezę "Ludowcy w II Rzeczpospolitej" (Ludowa Spółdzielnia Wydawnicza, 1987)[3]